# Скрипчук
Скрипчу́к — українське прізвище, яке походить від слова скрипка.

## Відомі носії
- Скрипчук Оксана Володимирівна (нар. 1971) — українська співачка (мецо-сопрано), солістка хору Тернопільської обласної філармонії, заслужена артистка України (2017)
- Скрипчук-Карпович Ольга Володимирівна (нар. 1971) — українська акторка і співачка, актриса Житомирського українського музично-драматичного театру імені Івана Кочерги, заслужена артистка України (2017). Сестра Оксани Скрипчук.